# کتاب‌شناسی نیما یوشیج
فهرست آثار نیما یوشیج شامل شعرها و چند داستان و نمایشنامه و نامه‌های اوست. بعضی از این آثار بعداً به زبان‌های دیگری هم ترجمه شده است.

## کتاب‌ها

### آثار منتشرشده در زمان حیات او
- قصه‌ی رنگ پریده. تهران: مطبعهٔ سعادت. ۱۳۰۰.[۱]
- افسانه. تهران. ۱۳۰۱.[۲]
- حکایت و خانواده‌ی سرباز. تهران: خیام. ۱۳۰۵.[۳]
- مرقد آقا. تهران: کلالهٔ خاور. ۱۳۰۹.[۴]
- ای شب. تهران. ۱۳۱۰.[۵]
- شکسپیر، ویلیام (۱۳۱۹). اتللو. ترجمهٔ عبدالحسین نوشین. برگردان اشعار از نیما یوشیج. تهران: امیرکبیر.[۶]
- دو نامه. تهران. ۱۳۲۹.[۷]
- مجموعهٔ اشعار نیما یوشیج: زندگانی و اشعار او. به کوشش ابوالقاسم جنتی عطایی. تهران: صفی علیشاه. ۱۳۳۴.[۸]
- مرغ آمین. تهران. ۱۳۳۵.[۹]
- ارزش احساسات. تهران: صفی علیشاه. ۱۳۳۵.[۱۰]
- مانلی و خانه‌ی سریویلی. تهران: صفی علیشاه. ۱۳۳۶.[۱۱]

### آثار منتشرشده پس از مرگ او
- برگزیده اشعار نیما یوشیج. به انتخاب سیروس طاهباز. تهران. ۱۳۴۲.[۱۲]
- ماخ اولا. تبریز: شمس. ۱۳۴۴.[۱۳]
- شعر من. تهران: جوانه. ۱۳۴۵.[۱۴]
- شهر شب و شهر صبح. تهران: مروارید. ۱۳۴۶.[۱۵]
- ناقوس. تهران: مروارید. ۱۳۴۶.[۱۶]
- تعریف و تبصره و یادداشت‌های دیگر. تهران: امیرکبیر. ۱۳۴۸.[۱۷]
- قلم‌انداز. تهران: دنیا. ۱۳۴۹.[۱۸]
- آهو و پرنده‌ها. به کوشش شراگیم یوشیج. نقاشی از بهمن دادخواه. تهران: کانون پرورش فکری کودکان و نوجوانان. ۱۳۴۹.[۱۹]
- نامه‌های نیما به همسرش عالیه. تهران: آگاه. ۱۳۵۰.[۲۰]
- دنیا خانه‌ی من است. تهران: کتاب زمان. ۱۳۵۰.[۲۱]
- کندوهای شکسته. تهران: نیل. ۱۳۵۰.[۲۲]
- فریادهای دیگر و عنکبوت رنگ. تهران: جوانه. ۱۳۵۰.[۲۳]
- توکایی در قفس. نقاشی از بهمن دادخواه. تهران: کانون پرورش فکری کودکان و نوجوانان. ۱۳۵۰.[۲۴]
- آب در خوابگه مورچگان. تهران: امیرکبیر. ۱۳۵۱.[۲۵]
- کشتی و توفان. تهران: امیرکبیر. ۱۳۵۱.[۲۶]
- حرف‌های همسایه‌ها. تهران: دنیا. ۱۳۵۱.[۲۷]
- ستاره‌ای در زمین. تهران: توس. ۱۳۵۴.[۲۸]
- بچه‌ها بهار: ترانه‌های کودکان. شعر نیما و م. آزاد. تهران: ابتکار. ۱۳۶۳.[۲۹]
- نامه‌های نیما یوشیج. به کوشش سیروس طاهباز؛ با نظارت شراگیم یوشیج. تهران: آبی. ۱۳۶۳.[۳۰]
- مجموعهٔ آثار نیما یوشیج دفتر اول شعر. به کوشش سیروس طاهباز؛ با نظارت شراگیم یوشیج. تهران: نشر ناشر. ۱۳۶۴.[۳۱]
- برگزیده آثار نیما یوشیج (شعر). انتخاب، نسخه‌برداری و تدوین سیروس طاهباز؛ با نظارت شراگیم یوشیج. تهران: بزرگمهر. ۱۳۶۸. شابک ۹۶۴-۵۷۳۰-۳۱-۷.[۳۲][۳۳]
- برگزیده آثار نیما یوشیج (نثر). انتخاب، نسخه‌برداری و تدوین سیروس طاهباز؛ با نظارت شراگیم یوشیج. تهران: بزرگمهر. ۱۳۶۹.[۳۴]
- نامه‌ها: از مجموعه آثار نیما یوشیج. گردآوری، نسخه‌برداری و تدوین سیروس طاهباز. تهران: دفترهای زمانه. ۱۳۶۸.[۳۵]
- دنیای شجاع نو. به کوشش سیروس نیرو. تهران: فرخ‌نگار. ۱۳۸۲. شابک ۹۶۴-۹۴۰۰۶-۷-۲.[۳۶]
- یادداشت‌های روزانه. به کوشش شراگیم یوشیج. تهران: مروارید. ۱۳۸۷. شابک ۹۷۸-۹۶۴-۸۸۳۸-۹۲-۳.[۳۷]
- صد سالِ دگر: دفتری از اشعار منتشرنشدهٔ نیما یوشیج. به تصحیح سعید رضوانی؛ مهدی علیائی مقدم. تهران: فرهنگستان زبان و ادب فارسی. ۱۳۹۶. شابک ۹۷۸-۶۰۰-۶۱۴۳-۹۴-۱.[۳۸]
- دفترهای نیما: مجموعه آثار منثور نیما. تهران: رشدیه. ۱۳۹۶. شابک ۹۷۸-۶۰۰-۹۱۶۸۵-۸-۳.
- نوای کاروان: دفتر دوم از اشعار منتشرنشدهٔ نیما یوشیج. به تصحیح سعید رضوانی. تهران: فرهنگستان زبان و ادب فارسی. ۱۳۹۷. شابک ۹۷۸-۶۰۰-۸۷۳۵-۲۹-۸.[۳۹]
- دفترهای نیما: مجموعه اشعار نیما «الف». به کوشش، تصحیح و تطبیق شراگیم یوشیج. تهران: رشدیه. ۱۳۹۷. شابک ۹۷۸-۶۰۰-۹۶۶۰۴-۶-۹.[۴۰]
- دفترهای نیما: مجموعه یادداشت‌های روزانه نیما یوشیج. به کوشش، تصحیح و تطبیق شراگیم یوشیج. تهران: رشدیه. ۱۳۹۹. شابک ۹۷۸-۶۲۲-۹۵-۷۴۶-۲-۱.[۴۱]

#### به دیگر زبان‌ها
- روجا: دیوان دوبیتی‌های نیما یوشیج به زبان مازندرانی. (دارای چندین چاپ و تصحیح مختلف)